# Sporting Lissabon
Sporting Clube de Portugal, förkortat Sporting CP, vanligtvis kallad Sporting (i portugisisktalande länder) och mer känd som Sporting Lissabon (i svensktalande länder), är fotbollsektionen i en portugisisk idrottsklubb med samma namn från Lissabon. Fotbollsspelarna är klädda i grön-vita kläder (bortastället är gul-grönt) och bär klubbens lejon av guld på bröstet. 
Sporting är tillsammans med Porto och Benfica de ledande fotbollsklubbarna i Portugal.

## Historia
Klubben grundades 1 juli 1906 av José Alvalade (e.g. José Holtreman Roquette), som också har gett namn till klubbens nuvarande arena, Estádio José Alvalade.
Alvalade valde den gröna färgen som klubbfärg, med motiveringen att det är hoppets färg. De randiga grönvita tröjorna kom först 1928. Innan dess hade man också grönvita tröjor, men med ett grönt och ett vitt fält. Anledningen till bytet var att Sporting rugbylag under en resa till Brasilien tvingades att spela i randiga grönvita tröjor. Man ansåg inom laget att detta var mycket lyckat, och efter ett tag fick även fotbollströjorna överta den randiga mönstringen.
Guldåren för Sporting fotbollsverksamhet var under 40- och 50-talet. Under dessa 20 år vann Sporting 10 av de 18 mästerskap man deltog i. Under samma period vann man också fyra av 13 möjliga cupsegrar i den portugisiska cupen. Mellan säsongen 1946/1947 och säsongen 1953/1954 vann man sju av åtta möjliga mästerskap. Under denna period dominerades laget av fem spelare som kallades Os 5 Violinos (de fem violinerna).
De som ingick i ”Os 5 Violinos” var följande spelare: Jesus Correia, Manuel Vasques, Fernando Peyroteo, José Travassos och Albano. De fick namnet ”Os 5 Violinos”, eftersom man menade att de gav "stora symfonier" på fotbollsplanen. När de var som bäst gjorde ”Os 5 Violinos” i genomsnitt nästan 5 mål per match – 123 mål på 26 omgångar. 
Ett rekord som Sporting har fortfarande i europeiska cupsammanhang är 16-1-segern över APOEL från Cypern. Det var en av matcherna på vägen till den enda europeiska titeln Sporting har i fotboll, då man 1964 vann Cupvinnarcupen. Annars har Sporting inte haft några större framgångar i de europeiska cuperna. Sporting var i final i UEFA-cupen 2005, men förlorade trots att finalen spelades på lagets hemmaarena.
Luis Figo och Cristiano Ronaldo har spelat för Sporting Lissabon.

## Placering tidigare säsonger
| Säsong    | Nivå | Liga          | Placering | Referens | Notering |
| --------- | ---- | ------------- | --------- | -------- | -------- |
| 2010/2011 | 1    | Primeira Liga | 3         | [ 3 ]    |          |
| 2011/2012 | 1    | Primeira Liga | 4         | [ 4 ]    |          |
| 2012/2013 | 1    | Primeira Liga | 7         | [ 5 ]    |          |
| 2013/2014 | 1    | Primeira Liga | 2         | [ 6 ]    |          |
| 2014/2015 | 1    | Primeira Liga | 3         | [ 7 ]    |          |
| 2015/2016 | 1    | Primeira Liga | 2         | [ 8 ]    |          |
| 2016/2017 | 1    | Primeira Liga | 3         | [ 9 ]    |          |
| 2017/2018 | 1    | Primeira Liga | 3         | [ 10 ]   |          |
| 2018/2019 | 1    | Primeira Liga | 3         | [ 11 ]   |          |
| 2019/2020 | 1    | Primeira Liga | 4         | [ 12 ]   |          |
| 2020/2021 | 1    | Primeira Liga | 1         | [ 13 ]   |          |
| 2021/2022 | 1    | Primeira Liga | 2         | [ 14 ]   |          |
| 2022/2023 | 1    | Primeira Liga | 4         | [ 15 ]   |          |
| 2023/2024 | 1    | Primeira Liga | 1         | [ 16 ]   |          |
| 2024/2025 | 1    | Primeira Liga | 1         | [ 17 ]   |          |

## Verksamhet
Sporting är inte bara en fotbollsklubb. Klubben har även sektioner för bland annat friidrott, handboll, futsal, bordtennis, simning, biljard, boxning, brottning, karate och gymnastik. Med över 13 000 vunna titlar har Sporting vunnit näst flest titlar/tävlingar i världen, efter Barcelona. Carlos Lopes som vann OS-guld i maraton 1984 är ett exempel på en idrottare från Sporting.

### Spelartrupp
| 1  | Brasilien | Renan Ribeiro  | 23 mars 1990      | Estoril (-18)     |
| 81 | Portugal  | Luís Maximiano | 5 januari 1999    | Braga (-12)       |
| 99 | Portugal  | Diogo Sousa    | 16 september 1998 | Sporting Lissabon |

| 3  | Portugal       | Tiago Ilori      | 26 februari 1993 | Reading (-19)                |
| 4  | Uruguay        | Sebastián Coates | 7 oktober 1990   | Sunderland (-16)             |
| 6  | Portugal       | André Pinto      | 5 oktober 1989   | Braga (-17)                  |
| 13 | Nordmakedonien | Stefan Ristovski | 12 februari 1992 | Rijeka (-17)                 |
| 14 | Portugal       | Luís Neto        | 26 maj 1988      | Zenit Sankt Petersburg (-19) |
| 19 | Frankrike      | Valentin Rosier  | 19 augusti 1996  | Dijon (-19)                  |
| 22 | Frankrike      | Jérémy Mathieu   | 29 oktober 1983  | Barcelona (-17)              |
| 26 | Colombia       | Cristian Borja   | 18 februari 1993 | Toluca (-19)                 |

| 5  | Brasilien       | Eduardo            | 17 maj 1995      | Internacional (-19)  |
| 16 | Argentina       | Rodrigo Battaglia  | 12 juli 1991     | Braga (-17)          |
| 17 | Portugal        | Francisco Geraldes | 18 april 1995    | Sporting Lissabon    |
| 27 | Portugal        | Miguel Luís        | 27 februari 1999 | Sporting Lissabon    |
| 37 | Brasilien       | Wendel             | 28 augusti 1997  | Fluminense (-18)     |
| 93 | Portugal        | Rodrigo Fernandes  | 23 mars 2001     | Sporting Lissabon    |
| 94 | Brasilien       | Mattheus Oliveira  | 7 juli 1994      | Estoril Praia (-17)  |
| 98 | Elfenbenskusten | Idrissa Doumbia    | 14 april 1998    | Akhmat Groznyj (-19) |

| 7  | Portugal       | Rafael Camacho    | 22 maj 2000       | Liverpool (-19)               |
| 10 | Argentina      | Luciano Vietto    | 5 december 1993   | Atlético Madrid (-19)         |
| 20 | Ecuador        | Gonzalo Plata     | 1 november 2000   | Independiente del Valle (-19) |
| 21 | Spanien        | Jesé Rodríguez    | 26 februari 1993  | Paris Saint-Germain (-19)     |
| 29 | Brasilien      | Luiz Phellype     | 27 september 1993 | Paços de Ferreira (-19)       |
| 55 | Portugal       | Pedro Mendes      | 1 augusti 1999    | Moreirense (-16)              |
| 77 | Kap Verde      | Jovane Cabral     | 14 juni 1998      | Sporting Lissabon             |
| 89 | Kongo-Kinshasa | Yannick Bolasie   | 24 maj 1989       | Everton (-19)                 |
| 90 | Slovenien      | Andraž Šporar     | 27 februari 1994  | Slovan Bratislava (-20)       |
| 96 | Portugal       | Joelson Fernandes | 28 februari 2003  | Sporting Lissabon             |
| 9  | Sverige        | Viktor Gyökeres   | 4 juni 1998       | Coventry                      |